# Гидроакустика
Гидроаку́стика — раздел акустики, изучающий излучение, приём и распространение звуковых волн в реальной водной среде (в океанах, морях, озёрах и т. д.) для целей подводной локации, связи и т. п.
Главная особенность подводных звуков — их малое затухание, вследствие чего под водой звуки могут распространяться на значительно бо́льшие расстояния, чем, например, в воздухе.
Кроме затухания, обусловленного свойствами самой воды, на дальность распространения звуков под водой влияют рефракция звука, его рассеяние и поглощение различными неоднородностями среды, обусловленные разницей температур, солености или плотности воды.

## Применение гидроакустики
Гидроакустика получила широкое практическое применение для решения задач подводной локации и связи. Поскольку эффективность систем передачи электромагнитных волн под водой на расстояниях более десятков метров незначительна, гидроакустика является наиболее распространённым средством подводной связи.
Для этих целей пользуются звуковыми частотами от 300 до 10000 гц, и ультразвуками — от 20 000 гц и выше. В качестве излучателей и приёмников в звуковой области используются электродинамические и пьезоэлектрические излучатели и гидрофоны, а в ультразвуковой — пьезоэлектрические и магнитострикционные.
Кроме звукоподводной связи гидроакустика применяется для:
- Обнаружения шумовых сигналов и определения направления на них;
- Излучения акустических сигналов, обнаружения отраженных сигналов и определения координат;
- Классификации обнаруженных сигналов.

Наиболее существенные применения гидроакустики:
- для решения военных задач (обнаружение надводных судов, подводных лодок, безэкипажных подводных аппаратов, торпед, водолазов[1], мин и т. д.);
- морская навигация;
- звукоподводная связь;
- рыбопоисковая разведка;
- океанологические исследования;
- сферы деятельности по освоению богатств дна Мирового океана;
- использование акустики в бассейне (дома или в тренировочном центре по синхронному плаванию)
- тренировка морских животных.

## Гидроакустические средства
Применение гидроакустики реализуется с помощью гидроакустических средств. Гидроакустическое устройство представляет собой техническое устройство или совокупность устройств, принцип действия которых основан на использовании акустических волн в водной среде. К гидроакустическим средствам можно отнести:
- Гидроакустические комплексы (гидроакустическая система), состоят из: гидроакустический буй, гидроакустическая станция и пр.;
- эхолоты — являются разновидностью гидролокаторов более узкого назначения;
- гидролокаторы;
- Шумопеленгаторы (пассивные средства подводного наблюдения) — определяют направление источника шума.

## Площадная съемка
Имеется несколько особенностей использования средств площадной съёмки в мелководном море:
1. высокая плотность информации о глубинах внутри полосы обзора;
2. избыточность информации (несколько измеренных глубин в одной точке);
3. неравная точность информации (глубины внутри полосы обзора имеют разную точность).

### Представление данных
В настоящее время существует несколько подходов к обработке и представлению данных площадных съёмок.
Традиционный подход, который чаще всего используется в настоящее время, унаследовал идеологию, принятую ещё со времен однолучевой батиметрии. Такой подход предполагает редактирование каждой отдельной глубины с использованием возможностей компьютерной техники. При этом на этапе окончательной обработки основное время уходит на интерактивное (ручное) редактирование полученных глубин. В итоге для представления на отчетном планшете отбираются только наименьшие глубины акватории, характеризующие сугубо «гидрографический» подход к съемке рельефа, направленный, прежде всего, на обеспечение безопасности мореплавания. При данном подходе теряется значительная часть полезной информации о микрорельефе, кроме того, достаточно сложно получить апостериорную оценку точности выполненной съемки.
Альтернативный подход к обработке данных площадных съемок, результаты которых могут быть использованы как для обеспечения безопасности мореплавания, так и для исследовательских целей, был предложен в последние годы. Взамен представления отдельных глубин предлагается создавать так называемую «навигационную поверхность» (Navigation Surface). Данная методология получила наименование CUBE (Combined Uncertainty and Bathymetiic Estimator) [37, 38, 39, 60]. Методика «CUBE» — это одна из разновидностей создания регулярной сети, когда в результате обработки кроме оценок глубин обеспечивается также получение оценки погрешности глубины в каждом узле грида. Методику «CUBE» возможно использовать и для фильтрации грубо ошибочных измерений, которые не удалось устранить на предшествующих этапах обработки.

## Рефракция звука
Скорость распространения звука изменяется с глубиной, причём изменения зависят от времени года и дня, глубины водоёма и ряда других причин.
Звуковые волны, выходящие из источника под некоторым углом к горизонту, изгибаются, причём направление изгиба зависит от распределения скоростей звука в среде:
- летом, когда верхние слои теплее нижних, лучи изгибаются книзу и в большинстве отражаются от дна, теряя при этом значительную долю своей энергии;
- зимой, когда нижние слои воды сохраняют свою температуру, между тем как верхние слои охлаждаются, лучи изгибаются кверху и многократно отражаются от поверхности воды, при этом теряется значительно меньше энергии. Поэтому зимой дальность распространения звука больше, чем летом.

Вертикальное распределение скорости звука (ВРСЗ) и градиент скорости оказывают определяющее влияние на распространение звука в морской среде. Распределение скорости звука в различных районах Мирового океана различно и меняется во времени. 

Различают несколько типичных случаев ВРСЗ:
- изотермия
- положительная рефракция
- отрицательная рефракция
- неоднородное распределение

Вследствие рефракции могут образоваться мёртвые зоны — области, расположенные недалеко от источника, в которых слышимость отсутствует.
Наличие рефракции может приводить и к увеличению дальности распространения звука — явлению сверхдальнего распространения звуков под водой.

## Рассеивание и поглощение звука неоднородностями среды
На распространение звуков высокой частоты, когда длины волн очень малы, оказывают влияние мелкие неоднородности, обычно имеющиеся в естественных водоёмах: пузырьки газов, микроорганизмы и т. д.
Эти неоднородности действуют двояким образом: они поглощают и рассеивают энергию звуковых волн. В результате с повышением частоты звуковых колебаний дальность их распространения сокращается. Особенно сильно этот эффект заметен в поверхностном слое воды, где больше всего неоднородностей.
Рассеяние звука неоднородностями, а также неровностями поверхности воды и дна вызывает явление подводной реверберации, сопровождающей посылку звукового импульса: звуковые волны, отражаясь от совокупности неоднородностей и сливаясь, дают затягивание звукового импульса, продолжающееся после его окончания.
Пределы дальности распространения подводных звуков так же ограничиваются собственными шумами моря, имеющими двоякое происхождение:
- часть шумов возникает от ударов волн на поверхности воды, от морского прибоя, от шума перекатываемой гальки и т. п.;
- другая часть связана с морской фауной (звуки, производимые гидробионтами: рыбами и др. морскими животными). Этим очень серьёзным аспектом занимается биогидроакустика.

## ПО для гидрографии, гидролокации
Реального времени;
- PDS-2000 фирмы Reson Inc.
- SIS (Seabed Information System)) фирмы Kongsberg MaritimeJnc.
- HYPACK фирмы HYPACK
- HYSWEEP МАХ фирмы HYPACK
- QINS фирмы QPS

Постобработка:
- CARIS HIPS (Kongsberg Maritime)
- Neptune (Kongsberg Maritime)
- HYSWEEP (HYPACK)
- MBE (HYPACK)